# Dharmaguptaka

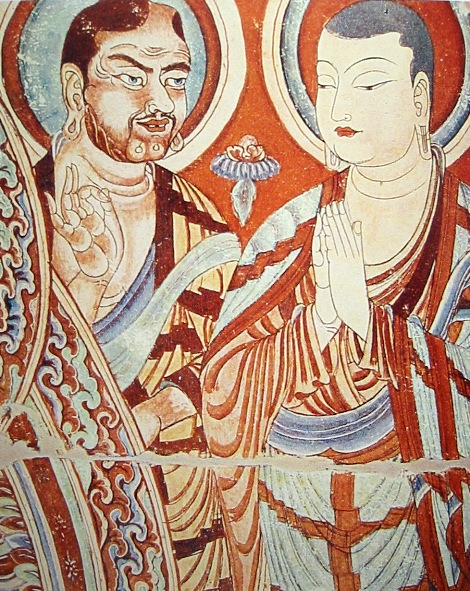
Monje budista de Asia Central enseñando a un monje chino. Cuevas de Bezeklik, siglos IX-X; aunque Albert von Le Coq (1913) asumió que el monje pelirrojo y de ojos azules era un tocario, los académicos modernos han identificado figuras caucasoides similares a la del mismo templo de la cueva (No. 9) como sogdianos étnicos, un Pueblo iraní oriental que habitó Turfan como una comunidad étnica minoritaria durante las fases del dominio chino Tang (siglos VII-VIII) y el reino Uigur (siglos IX-XIII).

Dharmaguptaka (sánscrito: धर्मगुप्तक; en chino: 法藏部    ) es una de las dieciocho o veinte escuelas budistas tempranas, dependiendo de la fuente, se dice que se originaron de otra secta, los Mahīśāsakas. Los Dharmaguptakas tuvieron un papel destacado en los inicios del budismo chino y de Asia Central, y sus Prātimokṣa (reglas monásticas para bhikṣus y bhikṣuṇīs) hasta el día de hoy todavía están vigentes en los países del este de Asia, incluidos China, Vietnam, Corea y Japón, así como en Filipinas. Es uno de los tres linajes vinaya que todavía existen, junto con el vinaya de la escuela Theravāda y Mūlasarvāstivāda.

## Etimología
Guptaka significa "preservador" y dharma "ley, justicia, moralidad" y, muy probablemente, el conjunto de leyes del budismo del norte.

## Desarrollo doctrinal

### Descripción general
Los Dharmaguptakas consideraban que el camino de un śrāvaka (śrāvakayāna) y el camino de un bodhisattva (bodhisattvayāna) estaban separados. Una traducción y comentario sobre el Samayabhedoparacanacakra dice:

They say that although the Buddha is part of the Saṃgha, the fruits of giving to the Buddha are especially great, but not so for the Saṃgha. Making offerings to stūpas may result in many extensive benefits. The Buddha and those of the Two Vehicles, although they have one and the same liberation, have followed different noble paths. Those of outer paths (i.e. heretics) cannot obtain the five supernormal powers. The body of an arhat is without outflows. In many other ways, their views are similar to those of the Mahāsāṃghikas.

Según el Abhidharma Mahāvibhāṣā Śāstra, los Dharmaguptakas sostenían que las Cuatro Nobles Verdades deben observarse simultáneamente.
Vasubandhu afirmaba que la escuela Dharmaguptaka sostenía, que la realización de las cuatro nobles verdades ocurren todas a la vez (ekābhisamaya), de manera similar como en la escuela Theravada y lo opuesto a la escuela Sarvāstivāda.
Se dice que los Dharmaguptaka rechazaron la autoridad de las reglas Sarvāstivāda prātimokṣa basándose en que las enseñanzas originales del Buda se habían perdido.

### Doce aṅgas
La escuela Dharmaguptaka utilizó una particular división de las enseñanzas budistas en doce partes, esta se ha  encontrado en sus textos Dīrgha Āgama, su Vinaya y en algunos otros sūtras Mahāyāna. Estas doce divisiones son: sūtra, geya, vyākaraṇa, gāthā, udāna, nidāna, jātaka, itivṛttaka, vaipulya, adbhūtadharma, avadāna y upadeśa.

## Apariencia y lenguaje

### Túnicas
Entre 148 y 170 d. C., el monje parto (Partia) An Shigao llegó a China y tradujo una obra que describía el color de las túnicas monásticas (sct. kāṣāya) utilizadas en cinco importantes sectas budistas indias, llamada Da Biqiu Sanqian Weiyi (en chino: 大比丘三千威儀 ). Otro texto traducido posteriormente, el Śāriputraparipṛcchā, contiene un pasaje muy similar con casi la misma información. Sin embargo, los colores de Dharmaguptaka y Sarvāstivāda están invertidos. En la fuente anterior, se describe a los Sarvāstivāda vistiendo túnicas de color rojo intenso, mientras que a los Dharmaguptaka se les describe vistiendo túnicas negras. El pasaje correspondiente que se encuentra en el Śāriputraparipṛcchā posterior, por el contrario, retrata a la Sarvāstivāda vestida con túnicas negras y al Dharmaguptaka con túnicas de color rojo intenso.
Durante la dinastía Tang, los monjes budistas chinos normalmente vestían túnicas de color negro grisáceo e incluso se les conocía coloquialmente como Zīyī (en chino: 緇衣), "los de las túnicas negras". Sin embargo, el monje Zanning (919-1001 d. C.) de la dinastía Song escribe que durante el período anterior Han-Wei, los monjes chinos normalmente vestían túnicas rojas.
Según el Dharmaguptaka vinaya, las túnicas de los monjes deben coserse con no más de 18 piezas de tela, y la tela debe ser bastante pesada y tosca.

### Idioma
Ha crecido un consenso en los estudiosos que considera que la primera ola de trabajo misionero budista está asociada con el idioma Gāndhārī y la escritura Kharoṣṭhī y tentativamente con la secta Dharmaguptaka.  : 97 Sin embargo, hay evidencia de que otras sectas y tradiciones del budismo también usaron Gāndhārī, y más evidencia de que la secta Dharmaguptaka también usó el sánscrito en ocasiones:

It is true that most manuscripts in Gāndhārī belong to the Dharmaguptakas, but virtually all schools — inclusive Mahāyāna — used some Gāndhārī. Von Hinüber (1982b and 1983) has pointed out incompletely Sanskritised Gāndhārī words in works heretofore ascribed to the Sarvāstivādins and drew the conclusion that either the sectarian attribution had to be revised, or the tacit dogma "Gāndhārī equals Dharmaguptaka" is wrong. Conversely, Dharmaguptakas also resorted to Sanskrit.: 99 

A partir del primer siglo de la Era Común, hubo una gran tendencia hacia un tipo de Gāndhārī fuertemente sánscritizado.  : 99 

## Historia

### En el noroeste de la India
Los textos budistas de Gandhara, los textos budistas más antiguos jamás descubiertos, están aparentemente dedicados a los maestros de la escuela Dharmaguptaka. Tienden a confirmar el florecimiento de la escuela Dharmaguptaka en el noroeste de la India alrededor del siglo I d. C., con Gāndhārī como lengua canónica, y esto explicaría la influencia posterior de los Dharmaguptakas en Asia Central y luego en el noreste de Asia. Según el académico budista A. K. Warder, el Dharmaguptaka se originó en Aparānta.
Según Enomoto Fumio, la evidencia aportada por los textos budistas de Gandharan "sugieren que la secta Dharmaguptaka logró un éxito temprano bajo sus partidarios indoescitas en Gandhāra, pero que la secta decayó con el surgimiento del Imperio Kuṣāṇa (mediados del siglo I al III d.C.), que dio su patrocinio a la secta Sarvāstivāda." 